# Język batek
Język batek (a. bateq, bateg, batok), także: kleb, tomo, nong, lebir – język austroazjatycki używany przez lud Batek, zamieszkujący stany Pahang, Kelantan i Terengganu w Malezji. Według danych z 2006 roku posługuje się nim tysiąc osób. Należy do grupy języków aslijskich.
Publikacja Ethnologue (wyd. 22, 2019) wyróżnia dialekty: batek teq (teq), batek de’ (deq), batek iga, batek nong (nong), z zaznaczeniem, że odmiany deq i nong mogą być odrębnymi językami. Odnotowano także inne dialekty (w tym batek hapen), które wyszły z użycia. Do dialektów batek bywa zaliczany również język mintil.
Uchodzi za zagrożony wymarciem. Społeczność utrzymuje kontakty z innymi grupami językowymi; zdarzają się małżeństwa mieszane. W użyciu są również języki malajski i temiar (regionalna lingua franca).
Nie wykształcił piśmiennictwa.